# Бойс, Рэймонд
Рэймонд Бойс (англ. Raymond Boyce, 1947—1974) — американский информатик, известный по своим исследованиям в области реляционных баз данных.

## Биография

### Начало
Бойс вырос в Нью-Йорке, поступил в колледж в Провиденсе. В июне 1972 года получил степень доктора философии в Университете Пердью.

### Работа в IBM
После ухода из Пердью работал над проектами в области баз данных для корпорации IBM в Йорктаун Хейтс ([Yorktown Heights, New York en]). Во время работы в IBM вместе с Эдгаром Коддом разработал нормальную форму Бойса — Кодда. Будучи главой группы разработки в области реляционных баз данных, в сотрудничестве с Дональдом Чемберленом разработал язык SQL.

### Последние годы
Умер в 1974 году из-за аневризмы головного мозга, оставив вдовой жену Сэнди, с которой прожил почти пять лет, и дочь Кристин, которой на тот момент было около десяти месяцев.